# Utilisation
Der Begriff Utilisation (von lat. utilis = brauchbar, tauglich; auch als Verb utilisieren häufig in Gebrauch) in der Psychotherapie wurde von dem amerikanischen Psychiater Milton H. Erickson geprägt. Er bezeichnet eine therapeutische Grundhaltung, die alles, was ein Patient mit in die Behandlung einbringt, ebenso wie Aspekte der Behandlungssituation für den Therapieerfolg einzusetzen versucht.
Erickson gebrauchte als erster den Begriff der Utilisation, um einen Grundsatz erfolgreicher Arbeit mit Hypnose und in der Psychotherapie zu beschreiben. Von dort wurde er in die Terminologie der Hypnotherapie, des Neurolinguistischen Programmierens und der Systemischen Therapie übernommen.
Erickson schreibt: „Diese Methoden beruhen darauf, die eigenen Einstellungen, Empfindungen, Denk- und Verhaltensweisen der Versuchsperson zu nutzen; des Weiteren wurden Aspekte der realen Situation […] in verschiedenster Weise genutzt.“ (Milton Erickson: Gesammelte Schriften von Milton H. Erickson: Band 5) Er spricht von der „Nutzung der eigenen Reaktionsmuster und Fähigkeiten des Probanden anstelle des Versuchs, ihm durch Suggestion das begrenzte Verständnis des Hypnotiseurs aufzunötigen, wie er sich verhalten und was er tun sollte.“ (Milton Erickson: Gesammelte Schriften von Milton H. Erickson: Band 4)
Im Lexikon des systemischen Arbeitens findet sich die Definition:

„Utilisation ist die Haltung, jeder Eigenart des Klienten und seiner Lebenssituation mit Wertschätzung zu begegnen und das jeweils Einzigartige daran zu nutzen.“

Erickson wurde bekannt durch zahlreiche Fallgeschichten, bei denen er die Symptome der Klienten durch Techniken wie Paradoxe Intervention, Reframing, Ritual und praktische Verhaltensaufgaben nutzte, um sie aufzulösen. Die Aufgabe des Therapeuten sieht er darin, „die vom Patienten gezeigten Verhaltensweisen zu akzeptieren und ihnen zu folgen, wie ungünstig diese in der klinischen Situation auch erscheinen mögen.“
Utilisation beschreibt demnach die Haltung, die Therapie an den Klienten anzupassen, sie also eher zu individualisieren als zu standardisieren.
Der Begriff der Utilisation ist „verknüpft (…) mit dem Konzept des Pacing und Leading aus der Hypnotherapie, also vom Mitgehen und Führen als zwei stetig miteinander verbundenen und aufeinander bezogenen Haltungen in der Therapie.“